# Venerdì 13 (serie televisiva)
Venerdì 13 (Friday the 13th: The Series) è una serie televisiva canadese andata in onda per tre stagioni dal 1987 al 1990.

## Trama
Lewis Vendredi, un antiquario, per ottenere l'immortalità ha stretto un patto con Satana, nel quale si impegnava a vendere nella propria bottega "Vendredi's Antiques" oggetti maledetti. Stanco della propria condizione e di essere una marionetta del demonio, Vendredi ruppe il patto, ed il Diavolo in cambio prese la sua anima.
Dopo la morte dell'antiquario, il negozio viene ereditato dai nipoti Micki Foster e Ryan Dallion, che decidono di svendere la merce del negozio, inconsapevoli della maledizioni che pende su ognuno degli oggetti che vendono. Non fa in tempo a fermarli Jack Marshak, esploratore e mistico, amico di Vendredi che informa i due giovani della maledizione che si trasmette automaticamente su chi ha acquistato gli oggetti di "Vendredi's Antiques".
La serie segue le avventure di Miki e Ryan, che si mettono sulle tracce degli oggetti venduti, prima che questi corrompano irrimediabilmente l'anima dei propri compratori. Gli oggetti maledetti infatti donano ai possessori dei poteri soprannaturali, pertanto le persone contattate da Miki e Ryan difficilmente accettano di restituire l'oggetto, senza rendersi conto che il suo utilizzo corrompe l'anima di chi lo usa e che l'oggetto in questione esprime il suo vero potenziale solo dopo che il proprietario, in qualche modo, sacrifica ad esso una vita umana.

## Episodi
| Stagione         | Episodi | Prima TV originale | Prima TV Italia |
| ---------------- | ------- | ------------------ | --------------- |
| Prima stagione   | 26      | 1987-1988          | 1988            |
| Seconda stagione | 26      | 1988–1989          |                 |
| Terza stagione   | 20      | 1989–1990          |                 |

## Personaggi e interpreti
- Micki Foster, interpretata da Louise Robey, doppiata da Roberta Pellini.
- Ryan Dallion, interpretato da John D. LeMay, doppiato da Gianni Bersanetti.
- Jack Marshak, interpretato da Chris Wiggins, doppiato da Gianni Musy.
- Johnny Ventura, interpretato da Steven Monarque.

## Produzione
Originariamente, la serie avrebbe dovuto chiamarsi The 13th Hour (La tredicesima ora), ma il produttore Frank Mancuso Jr. pensò che il nome del franchise Venerdì 13 avrebbe avuto un maggiore appeal sul pubblico. Tuttavia, nonostante la scelta del titolo, la serie non aveva alcun collegamento né con la serie di film horror né tantomeno con il suo protagonista Jason Voorhees.
La serie di film e la serie televisiva tuttavia hanno numerosi punti in comune nel cast. Il produttore dello show, Frank Mancuso Jr., era anche il produttore di tutti i film da Venerdì 13 parte II - L'assassino ti siede accanto del 1981, fino a Venerdì 13 parte VIII - Incubo a Manhattan del 1989. Il protagonista John D. LeMay invece è stato uno degli attori di Jason va all'inferno. John Shepherd, che interpretava il personaggio di Tommy Jarvis in Venerdì 13 parte V - Il terrore continua. Fred Mollin, Rob Hedden e Tom McLoughlin hanno lavorato nel dietro le quinte di entrambe le produzioni.